# Jerzy Groszek
Jerzy Groszek (ur. w 1929, zm. 17 listopada 2018) – polski nauczyciel oraz harcmistrz.

## Życiorys
Absolwent Wyższej Szkoły Pedagogicznej w Kielcach. Po ukończeniu studiów podjął pracę jako nauczyciel historii w szkołach w Komornikach oraz Włoszczowie. Od 1977 roku pełnił funkcję kierownika internatu dawnego Zespołu Szkół Rolniczych we Włoszczowie (obecnie: Zespół Szkół Ponadgimnazjalnych nr 2), a następnie zastępcy dyrektora do spraw dydaktyczno-wychowawczych placówki (1982-1990). W latach 1984–1988 był radnym Rady Narodowej Miasta i Gminy we Włoszczowie.
W latach 1958–1968 oraz w 2002 roku był komendantem Hufca ZHP Włoszczowa. Wielokrotnie pełnił obowiązki komendanta obozów i zgrupowań hufca oraz był członkiem kadry kursów instruktorskich (1958–1979). Należał do Kręgu Instruktorów-Seniorów „Łysica – Hetman” we Włoszczowie, z którego ramienia przewodniczył Radzie Kręgów Instruktorów-Seniorów „Łysica” Chorągwi Kieleckiej ZHP.
Został pochowany na cmentarzu parafialnym parafii Wniebowzięcia Najświętszej Maryi Panny we Włoszczowie.

## Odznaczenia
W uznaniu swych zasług został odznaczony Krzyżem Kawalerskim Orderu Odrodzenia Polski, Złotym Krzyżem Zasługi, Złotym Krzyżem „Za Zasługi dla ZHP”, Odznaką 1000-lecia Państwa Polskiego oraz Odznaką „Za Zasługi dla Kielecczyzny”.